# Erbaluce di Caluso
Erbaluce di Caluso o Caluso è una DOCG riservata ad alcuni vini la cui produzione è consentita nelle province di Torino, Biella e Vercelli. La maggior produzione si svolge sulle colline intorno a Caluso, in Canavese.

## Zona di produzione
La zona di produzione comprende l'intero territorio dei seguenti comuni: 
Agliè, Azeglio, Bairo, Barone, Bollengo, Borgomasino, Burolo, Caluso, Candia Canavese, Caravino, Cossano Canavese, Cuceglio, Ivrea, Maglione, Mazzè, Mercenasco, Montalenghe, Orio Canavese, Palazzo Canavese, Parella, Perosa Canavese, Piverone, Romano Canavese, San Giorgio Canavese, San Martino Canavese, Scarmagno, Settimo Rottaro, Strambino, Vestignè, Vialfrè, Villareggia e Vische in provincia di Torino; Roppolo, Viverone e Zimone in provincia di Biella; Moncrivello in provincia di Vercelli..

## Storia
L'Erbaluce è considerato un vitigno autoctono, di origini molto antiche: già i Salassi coltivavano la vite e vinificavano. Il vitigno venne gradito anche in età romana, venendo chiamato Alba lux o Albalux. Si ritiene che il nome attuale ne sia infatti la correzione locale.

Le prime notizie storiche del vitigno Erbaluce risalgono al 1606, quando viene menzionato da Giovan Battista Croce, gioielliere presso il duca Carlo Emanuele I.
Altre menzioni appaiono nel 1799 in studi della Società agraria di Torino, dal Gatta nel 1833 nel suo studio su Viti e vini della provincia di Ivrea. 
Per collegare il nome al colore giallo oro degli acini che brillano al sole autunnale, una leggenda narra che il vitigno nacque dalle lacrime della ninfa Albaluce, figlia degli dei Sole e Alba.
La produzione della tipologia "spumante" iniziò negli anni sessanta del XX secolo presso le cantine Orsolani.

## Tecniche di produzione
Il passito viene ottenuto da grappoli sottoposti a un periodo di appassimento in locali arieggiati, le cosiddette "passitaie", dove rimangono, distesi su graticci o appesi per il peduncolo, per circa 5 mesi; a marzo avviene la pigiatura.
Lo spumante può essere prodotto esclusivamente con il Metodo classico e subisce una seconda fermentazione in bottiglia di almeno 15 mesi .
Ad esclusione della tipologia spumante è  obbligatoria l'indicazione dell'annata di produzione delle uve.
È consentita la menzione vigna seguita dal relativo toponimo, che deve risultare nella documentazione.
La tecnica di coltura è la "pergola calusiese" formata da un'interfila di oltre 5 metri; la potatura avviene per tralci lunghi in quanto l'Erbaluce non fruttifica sulle prime gemme basali. 
La versatilità della cultivar consente (unico bianco in Italia) di vinificarla come bianco secco, spumante e passito.

## Disciplinare
La DOC Erbaluce di Caluso o Caluso è stata istituita con DPR 09.07.1967 pubblicato sulla Gazzetta Ufficiale n. 203 del 14.08.1967
 Ha ottenuto il riconoscimento DOCG con DM 08.08.2010 pubblicato sulla Gazzetta Ufficiale n. 248 del 22.10.2010
successivamente è stato modificato con 
- DM 30.11.2011, GU 295 –20.12.2011
- DM 12.07.2013, pubblicato sul sito ufficiale del Mipaaf
- DM 07.03.2014, pubblicato sul sito ufficiale del Mipaaf
- La versione in vigore è stata approvata con D.M. gg.mm.aaaa Pubblicato sul sito ufficiale del Mipaaf[1]

## Tipologie

### Bianco
| uvaggio                        | Erbaluce 100%                                                                      |
| colore                         | giallo paglierino, presenta luminosi riflessi verdolini e una limpidezza brillante |
| odore                          | ricorda quello dei fiori di campo, rimandando all'acacia e al biancospino.         |
| sapore                         | sapido, con note di mele croccanti, sfuma con toni lievemente ammandorlati.        |
| titolo alcolometrico minimo    | 11,00% vol.                                                                        |
| acidità totale minima          | 5,0 g/l.                                                                           |
| estratto secco minimo          | 17,00 g/l.                                                                         |
| resa massima di uva per ettaro | 110 q.                                                                             |
| resa massima di uva in vino    | %                                                                                  |

#### Abbinamenti consigliati
È consigliato il consumo sia come aperitivo oppure durante il pasto abbinato ad antipasti, primi piatti (risotto all'Erbaluce) o piatti a base di pesce, in particolare il Coregone, abbondante nel Lago di Viverone.

### Passito
È consentita la menzione riserva, purché invecchiato almeno 48 mesi.
| uvaggio                        | Erbaluce 100.0%                                                                           |
| colore                         | dal giallo oro all'ambrato brillante                                                      |
| odore                          | intenso, di pesca e mandorla.                                                             |
| sapore                         | richiama miele, confettura, frutta passita e candita; emergono note minerali e terziarie. |
| titolo alcolometrico minimo    | 17,00% vol.                                                                               |
| acidità totale minima          | 5,0 g/l.                                                                                  |
| estratto secco minimo          | 26,0 g/l                                                                                  |
| zuccheri residui minimi        | 70,0 g/l.                                                                                 |
| resa massima di uva per ettaro | 35 q.                                                                                     |
| resa massima di uva in vino    | %                                                                                         |
| invecchiamento                 | 36 mesi                                                                                   |

### Spumante
Può essere prodotto esclusivamente con metodo Classico.
| uvaggio                        | Erbaluce 100.0%                          |
| spuma                          | leggera e persistente, con perlage fine  |
| colore                         | paglierino scarico.                      |
| odore                          |                                          |
| sapore                         | asciutto e con note fruttate e floreali. |
| titolo alcolometrico minimo    | 11,50% vol.                              |
| acidità totale minima          | 5,0 g/l.                                 |
| estratto secco minimo          | 17,00 g/l                                |
| resa massima di uva per ettaro | 110 q.                                   |
| resa massima di uva in vino    | %                                        |